# Chlorophorus yakitai
Chlorophorus yakitai är en skalbaggsart som beskrevs av Tatsuya Niisato 2005. Chlorophorus yakitai ingår i släktet Chlorophorus och familjen långhorningar. Inga underarter finns listade i Catalogue of Life.